# Knochenjagd
Knochenjagd (im amerikanischen Original Bones Are Forever) ist ein Kriminalroman der US-amerikanischen Autorin Kathy Reichs aus dem Jahr 2012. Der Roman ist Teil einer Reihe von Kriminalromanen um die forensische Anthropologin Temperance „Tempe“ Brennan, die gemeinsam mit der Polizei in Montréal, Kanada, und in Charlotte (North Carolina), USA, Mordfälle löst. In diesem Roman untersucht Tempe Brennan eine Reihe von Morden an Neugeborenen. Als sie mit ihrem Kollegen und Ex-Freund, Andrew Ryan, von der Montrealer Polizei die Mutter und mutmaßliche Mörderin der Säuglinge nach Yellowknife verfolgt, wird sie in die Untersuchung weiterer Mordfälle hineingezogen, die mit der Diamantenförderung in der Region und ihren Auswirkungen auf die Umwelt zusammenhängen.

## Inhalt
Dr. Temperance „Tempe“ Brennan muss die Leichen mehrerer Säuglinge untersuchen, die in der Wohnung einer Prostituierten in Montréal entdeckt wurden. Da man davon ausgeht, dass die Prostituierte – Annaliese Ruben – bereits seit Jahren ihre Kinder direkt nach deren Geburt tötet, reist Tempe zusammen mit ihrem Ex-Freund Detective Andrew Ryan und dem Mountie Sergeant Oliver Hasty nach Edmonton, wo Ruben gesichtet wurde. Sie untersuchen eine ehemalige Mietwohnung Rubens und finden dort einen weiteren toten Säugling, aber Ruben ist aus Edmonton verschwunden.
Sie folgen der Spur von Ruben nach Yellowknife, eine Bergarbeiterstadt in einer Region mit Diamantminen und Rubens ehemalige Heimatstadt. Dort angekommen, entdeckt Brennan, dass eine Kellnerin in ihrem Hotel, Nellie Snook, eine Halbschwester von Ruben ist. Sie vermutet, dass Snook den Aufenthaltsort von Ruben kennt.
Nach einer erfolglosen Suche nach Ruben nimmt Ruben schließlich selbst Kontakt mit Brennan auf. Brennan wird durch ihre bisherigen Recherchen und das Gespräch mit Ruben klar, dass diese geistig zurückgeblieben ist und vermutlich nicht genau wusste, was sie tat, als sie ihre Neugeborenen tötete. Bevor es zu einer Festnahme kommt, wird Ruben in Brennans Anwesenheit erschossen. Da die Leiche aber verschwindet, bevor die Polizei eintrifft,  wird Tempe nicht ernst genommen.
Obwohl Tempe eigentlich nach Edmonton und Yellowknife gereist ist, um die Mörderin der Neugeborenen zu fassen, will sie nun den Mord an Ruben aufklären. Tempe ist überzeugt, dass mehr dahinter steckt als lediglich eine Verstrickung von Ruben ins Drogenmilieu. Tempe gelingt es schließlich, die wahren Hintergründe der Tat aufzudecken: Vor Jahren hat Rubens Vater für mehrere Grundstücke, die reich an Diamanten sind, die Schürfrechte erworben. Damals war eine Förderung noch nicht möglich, aber inzwischen sind die Schürfrechte vermutlich mehrere Millionen Dollar wert und nach dem Tod des Vaters an seine drei Kinder übergegangen. Diese ahnten aber nichts von dem Wert.
Ehemalige Kollegen von Rubens Vater, Philippe Fast und Horace Tyne, wussten von diesen Schürfrechten und wollten sie durch Tricks an sich bringen. Rubens Halbbruder, ein Drogen- und Alkoholabhängiger, sollte eigentlich zur Überschreibung überredet werden, wurde aber von ihnen ermordet, als er von einem Umweltaktivisten beinahe auf den wahren Wert der Schürfrechte aufmerksam gemacht wurde. Fast und Tyne wollten außerdem Rubens Halbschwester, eine Tierfreundin, unter falschen Vorwänden dazu bringen, ihre Schürfrechte zugunsten einer Umweltorganisation zu überschreiben, die Tyne zum Schein gegründet hatte.
Ruben konnten sie nicht dazu bringen, ihre Schürfrechte aufzugeben, weil sie als geistig zurückgebliebenes Mädchen nicht geschäftsfähig war, also lockten sie sie in ein Drogen- und Prostitutionsmilieu in Edmonton in der Hoffnung, dass sie dort für immer verschwinden und schließlich für tot erklärt werden könnte. Sie sahen ihren Plan durch Rubens überraschende Rückkehr nach Yellowknife in Bedrängnis.
Brennan erkennt durch ihre Recherchen, dass die Morde mit dem Wert der Schürfrechte zusammenhängen und Kollegen von Rubens Vater vermutlich hinter den Morden an Ruben und ihrem Halbbruder stecken. Bevor sie Ryan und Seargeant Hasty informieren kann, wird sie von Philippe Fast in eine verlassene Diamantmine entführt, aber Ryan und Hasty können rechtzeitig eingreifen, bevor Tempe als ungewünschte Zeugin ermordet wird. Rubens Leiche wird in der Diamantmine entdeckt, und Fast und Tyne können verhaftet werden. Der Roman endet mit einer Beerdigung von Rubens toten Babys. Rubens Schwester kann mit ihren wertvollen Schürfrechten einer finanziell abgesicherten Zukunft entgegensehen.

## Stellung in der Literaturgeschichte
Bones Are Forever ist der 14. Kriminalroman von Kathy Reichs in der Reihe um Temperance Brennan. Reichs' Romane werden zum Genre des forensischen Kriminalromans gezählt. Das Genre ist durch Reichs und durch die Romane von Patricia Cornwell populär geworden, ebenso wie durch Fernsehserien wie CSI - Den Tätern auf der Spur.

## Rezeption
Die Kriminalreihe um Temperance Brennan ist international gut verkauft. Das Buch war 2012–2013 auf Platz 48 der meistausgeliehenen Bücher in britischen Bibliotheken. Bones Are Forever wurde in viele Sprachen übersetzt, darunter Chinesisch, Deutsch, Französisch, Italienisch, Niederländisch und Polnisch. Es gibt Hörbücher in englischer und deutscher Sprache.
Die forensischen Kriminalromane von Kathy Reichs dienten auch als Inspiration für die Fernsehserie Bones. Obwohl die Hauptfigur in Bones auch Temperance Brennan heißt, wurden als Vorlage für die Fernsehserie aber eher Aspekte aus Kathy Reichs eigenem Leben verarbeitet, nicht so sehr die Figuren und die Handlungen der Romane.
Rezensionen zum Roman waren insgesamt positiv, äußerten aber auch Kritik. Michelle Davies vom Daily Express gab dem Buch 4 von 5 Punkten und lobte die Spannung des Buches. Davies kritisierte aber auch die Abschnitte zur Forensik, die neue Leser der Serie abschrecken könnten und sich zäh wie ein Naturwissenschaftstextbuch lesen, so Davies. Rob Brunner in Entertainment Weekly nannte den Roman „anständiges Detektiv-Seemanngarn“, bemängelte aber auch, dass sich Leser an dem „Labor-Jargon“ stören könnten. Der Irish Independent lobte den Roman als wirklich fesselnd und hob die im Roman authentisch geschilderte Forensik und die gut gezeichneten Charaktere hervor.

### Textausgaben
- Kathy Reichs: Bones Are Forever. Scribner, New York 2012, ISBN 978-1-59413-652-8. (englische Originalausgabe)
- Kathy Reichs: Knochenjagd. Aus dem Amerikanischen Englisch übersetzt von Klaus Berr. Blessing, München 2012, ISBN 978-3-89667-451-7. (deutsche Übersetzung)

### Hörbücher
- Kathy Reichs: Bones Are Forever. Gelesen von Linda Emond. Simon & Schuster Audio, New York 2012, ISBN 978-1-4703-0479-9.
- Kathy Reichs: Knochenjagd (gekürzte Lesung). Gelesen von Simone Thomalla. Aus dem Amerikanischen Englisch übersetzt von Klaus Berr. Random House Audio, Köln 2012, ISBN 978-3-8371-1800-1.